# Haruto Ikezawa
Haruto Ikezawa 春人池沢 (1º  giugno 1989) è un fumettista giapponese.
Lavorò come assistente di Eiichirō Oda.

## Opere
- Kurogane(one-shot, 2010)
- Kurogane (2011-2013)
- Kamidori (one-shot, 2014)
- Mononofu (2015-2016)
- Noah's Notes (serie, 2018)